# 臺灣青年劇團
臺灣青年劇團，為台灣劇團，1989年由吳柏廷創立，主要由青年高中教師組成，除編導群外，演員多為青年高中影劇科學生。為台中市政府文化局立案演藝團體，現任團長為青年高中舞蹈暨影視科主任洪淑玲。

## 演出型式
早期每年由青年高中影劇科老師挑選劇本製作舞台劇，由影劇科校友與學生演出，性質較不屬於現代劇，劇團於2002年後有幾年較少演出活動。
2014年，現任團長洪淑玲，延續其臺灣青年舞團的本土創作經驗，製作臺灣演劇文化先驅張深切的故事為藍本的《深切的火花——演劇先驅張深切》。爾後又在2016年改編鍾肇政先生小說魯冰花為舞台劇，2019年，再改編呂赫若的作品《牛車》為舞台劇《巨輪》。
並與台中當地大開劇團、藍天空劇團緊密合作，製作《青春調色盤》、《歡迎來到青年旅店》、《青春調色盤2-青春練習生》等作品。

## 歷年作品

### 青年高中時期
- 1987年，《我們都是這樣長大的》
- 1988年，《藝苑情淚》

### 青年劇團時期
- 1989年，《父與子》
- 1990年，《暗戀桃花源》
- 1991年，《火燭小心》
- 1992年，《樑上君子》
- 1993年，《蝴蝶蘭》
- 1994年，《圓環物語》
- 1995年，《雷雨》
- 1996年，《戲螞蟻》
- 1997年，《黑夜白賊》、《天使U.S.A》
- 1998年，《小美人魚》
- 1999年，《魔法玻璃鞋》
- 2000年，《香蕉新天堂》
- 2001年，《岳父大人有病》
- 2002年，《小美人魚》
- 2012年，《青春調色盤》
- 2014年，《深切的火花 演劇先驅張深切》
- 2015年，《爸爸來報到》
- 2016年，《鍾肇政 魯冰花》
- 2018年，《歡迎來到青年旅店》
- 2019年，《巨輪》
- 2021年，《青春調色盤2-青春練習生》

## 外部連結
- 青年高中電影電視科 （页面存档备份，存于）